# سيروس للطائرات
شركة تصميم سيروس (Cirrus Design Corporation)، المعروفة باسم سيروس للطائرات (Cirrus Aircraft)، وسابقا باسم تصميم سيروس(Cirrus Design)، هي شركة صناعة طائرات تأسست في عام 1984 من قبل آلان ودايل كلابماير لإنتاج طقم طائرة VK-30 المخصص للتركيب المنزلي ‏. الشركة مملوكة لشركة تابعة لشركة صناعة الطيران الصينية (AVIC) المملوكة للحكومة الصينية، ويقع مقرها الرئيسي في دولوث، مينيسوتا، الولايات المتحدة، مع مواقع تشغيلية إضافية في غراند فوركسفي في نورث داكوتا، نوكسفيل في تينيسي، ماككيني في تكساس، وكذلك في فينيكس الكبرى بأريزونا، وأورلاندو الكبرى في فلوريدا. تقوم سيروس بتسويق إصدارات عديدة من طرازاتها الثلاثة المعتمدة للطائرات الخفيفة أحادية المحرك: SR20 (أعتمدت عليها عام 1998) وسيروس إس آر22 (أعتمدت عام 2000) و (SR22T) (أعتمدت عام 2010). اعتبارًا من يناير 2021، قامت الشركة بتسليم 8000 طائرة (SR) في أكثر من 20 عامًا من الإنتاج، وكانت أكبر منتج في العالم للطائرات التي تعمل بمحرك متردد منذ عام 2013.

## روابط خارجية
- الموقع الرسمي